# Giuseppe Macchi
Giuseppe Macchi (Novara, 10 aprile 1921 – Torino, 14 maggio 2011) è stato un calciatore italiano, di ruolo centrocampista.

## Carriera
Mediano, in gioventù militò nel Saluzzo, nell'Asti e nel Casale.
Giocò due stagioni in Serie A con la SPAL (dal 1951 al 1953, 47 presenze complessive) e quattro in Serie B con Como, Carrarese e SPAL, contribuendo alla prima promozione in massima serie degli estensi nella stagione 1950-1951.
Nella stagione 1953-1954 si trasferisce in Serie C nel Venezia, in fase di ricostruzione, e vi rimane due stagioni prima di ritirarsi dal calcio giocato.

## Palmarès

### Club

#### Competizioni nazionali
- Serie B: 1

SPAL: 1950-1951